# Étienne Polverel
Étienne Polverel (Béarn, 1740–Paris, 1795) foi um advogado em Baiona tendo  ingressado na Maçonaria em 1771 na loja L'Amitié em Bordeaux. Pertenceu ao partido girondino sendo fervoroso abolicionista francês durante a Revolução Francesa, indicado como Comissário Civil liderou a abolição da escravidão em Saint-Domingue ao lado Léger-Félicité Sonthonax durante parte da Revolução Haitiana.  Por estarem associados ao partido de Brissot, foram acusados pela Convenção em 16 de julho de 1793, porém um navio contratado para trazê-los de volta à França não chegou à colônia até junho de 1794, quando retornaram à França já havia ocorrido a queda de Robespierre. 
Em 1784 escreveu "Memoire á consultar et consultatión sur la Franc-Alleu du Royaume du Navarre", que lhe concedeu grande prestígio, a tal ponto que ele e seus descendentes receberam a nobreza de Navarra em 11 de maio de 1785, sendo um caso excepcional já que ele não era natural do reino. Foi nomeado curador dos Estados Gerais de Navarra em Saint-Palais (Pirenéus Atlânticos) em 1789.
Quando o rei Luís V de Navarra, XVI de França, convocou os Estados Gerais de França, os Estados Gerais de Navarra recusaram-se a participar neles por se considerarem um reino diferente do de França: "A nação francesa pode conseguir uma constituição que seja bastante prudente ou criterioso para que Navarra pense um dia desistir do que é seu e unir-se à França, mas até que esse dia chegue, não sacrificará a sua própria constituição que garante o seu descanso e a sua liberdade".
Polverel fez parte, como Jurista, da delegação que Navarra enviou a Versalhes. A comissão não quis participar nas sessões da Assembleia Nacional, por considerar que não tinha mandato suficiente. Na sequência dos decretos da Assembleia Nacional abolindo os direitos regionais em 4 de agosto de 1788 e suprimindo o título de Rei de França e Navarra em 8 de outubro, Polverel enviou uma carta à Assembleia Nacional contra a decisão alegando que, devido à sua constituição, somente Navarra poderia decidir quem era seu rei.
Nessa época escreveu a Exposição da Constituição do Reino de Navarra e suas relações com a França (Tableau de la Constitution du Royaume du Navarre et de ses Rapport avec la France), que os Estados Gerais de Navarra publicaram, seis mil exemplares, para sua distribuição. Polverel defendeu a necessidade de os Estados Gerais de Navarra decidirem, em liberdade, a sua união com a França, uma vez que: “a união não pode ser feita de outra forma senão por tratado entre potências independentes com poderes iguais”.
Nada poderia impedir as autoridades revolucionárias de abolir o reino: em 11 de novembro de 1789, a França foi dividida em departamentos e em 12 de janeiro de 1790, foram criados os Baixos Pirenéus, onde Navarra foi barrada.
Polverel permaneceu em Paris, vindo a ingressar no Clube dos Jacobinos em 1790 concordando em ser comissário da Convenção. Juntamente com Sonthonax ele lidera o movimento pela abolição da escravatura. Em 1792, a Convenção aprovou a lei que declarava a igualdade entre negros e brancos livres.
Polverel e Sonthonax são enviados a Saint-Domingue em 1792 para fazer cumprir as leis da Convenção. Os comissários impõem a igualdade através do uso da força e dissolvem as assembleias coloniais, compostas exclusivamente por brancos. Os colonos rebelaram-se e aliaram-se à Inglaterra e à Espanha que, após a execução de Luís XVI, declararam guerra à França. Em poucos meses, os ingleses e espanhóis ocuparam a maior parte da colônia. No dia 21 de junho, Sonthonax e Polverel prometem liberdade a todos os escravos que viesse a lutar pela República Francesa e a situação se inverte.
Polverel proclamou a emancipação dos escravos em 26 de agosto de 1793, e na província do Norte, Sonthonax decretou a abolição geral em 29 de agosto de 1793. Seus decretos foram levados a Paris por três homens: um branco Louis-Pierre Dufay, um mulato Jean-Baptiste Mills e um negro Jean-Baptiste Belley. Em 4 de fevereiro de 1794, a Convenção votou com entusiasmo pela abolição da escravidão nas colônias francesas. No entanto, só em maio de 1794 é que Toussaint Louverture e as suas tropas, que lutavam ao lado dos espanhóis, mudariam de lado, conseguindo a sua expulsão em poucos meses.
Os apoiadores dos colonos em Paris aproveitaram a desastrosa situação militar para argumentar contra a arbitrariedade dos comissários civis em Saint-Domingue. Robespierre não era a favor da abolição, Polverel e Sonthonax foram acusados. Os dois comissários tiveram que deixar a ilha em 14 de junho de 1794. Desembarcaram em Le Havre dois dias após a execução de Robespierre, o que os salvou da guilhotina.
Polverel adoeceu em Saint-Domingue e não chegou a testemunhar o fim de seu julgamento (que Sonthonax acabou por vencer) tendo morrido em Paris em 6 de abril de 1795.